# Skamstrup-Frydendal Sogn

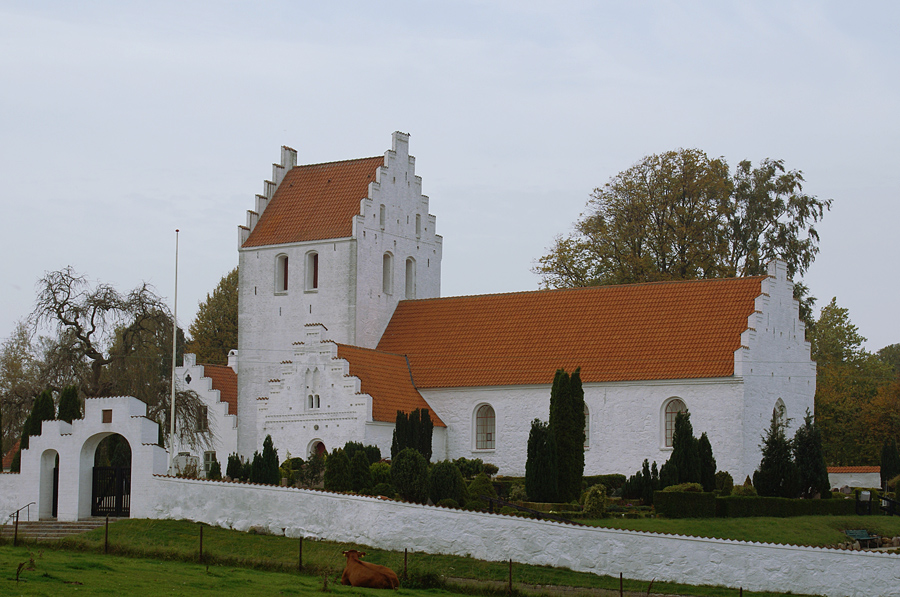
Skamstrup Kirke

Skamstrup-Frydendal Sogn ist eine Kirchspielsgemeinde (dän.: Sogn) auf der Insel Sjælland im südlichen Dänemark, das am 2. Dezember 2012 durch Zusammenlegung des ehemaligen Skamstrup Sogn mit der östlich gelegenen Nachbargemeinde Frydendal Sogn entstanden ist.
Bis 1970 gehörten beide zur Harde Tuse Herred im damaligen Holbæk Amt, danach zur Tornved Kommune im Vestsjællands Amt, die im Zuge der  Kommunalreform zum 1. Januar 2007 in der Holbæk Kommune in der Region Sjælland aufgegangen ist.
Im Kirchspiel leben 1775 Einwohner (Stand: 1. Januar 2023).
Im Kirchspiel liegen die Kirchen „Skamstrup Kirke“ und „Frydendal Kirke“.
Nachbargemeinden sind im Westen Holmstrup Sogn, im Nordwesten Jyderup Sogn, im Norden Stigs Bjergby-Mørkøv Sogn und im Osten Sønder Jernløse Sogn und Undløse-Søndersted Sogn, ferner in der benachbarten Sorø Kommune im Südosten Niløse Sogn und in der benachbarten Kalundborg Kommune im Südwesten Reerslev Sogn.